# Mark Preston
Mark Andrew Preston (Geelong, 7 de novembro de 1968) é um empresário australiano e gerente de equipes de automobilismo que atualmente é o diretor de automobilismo da Lola Cars e, diretor-executivo da StreetDron.
Ele tem uma longa história no automobilismo, particularmente na Fórmula 1 e na Fórmula E, tendo trabalhado para as equipes Arrows, McLaren, Super Aguri, Team Aguri, Techeetah e Lola.

## Biografia

### Vida Pessoal
Preston nasceu em Geelong, na Austrália, mas foi criado em Melbourne. Ele se formou na Universidade Monash com um diploma em engenharia mecânica em 1992. Durante seus estudos, ele também trabalhou como engenheiro de design de meio período na Borland Racing Developments, que lançou sua carreira no automobilismo.

### Início de carreira
Após sua graduação na Universidade Monash, Preston se juntou à Tieman Industries, uma empresa especializada em design, fabricação e vendas de caminhões-tanque para granéis secos e líquidos. Em 1993, ele foi nomeado gerente de projetos da Holden, uma função que ele posteriormente ocupou na Holden Special Vehicles, onde ele projetou veículos personalizados para mercados locais e globais.
Preston trabalhou em paralelo desenvolvendo o Spectrum Racing Cars com a Borland Racing, onde o Spectrum 05 foi projetado e correu no Campeonato Australiano de Fórmula Ford de 1996, onde a equipe garantiu o segundo lugar na corrida com Jason Bargwanna. A Spectrum passou a ganhar uma série de campeonatos australianos na Fórmula Ford.

### Carreira na Fórmula 1
Para perseguir seu sonho de trabalhar na Fórmula 1, Preston se mudou para o Reino Unido em 1996 e garantiu um cargo na equipe Arrows por meio de suas conexões na Holden Special Vehicles.
Preston ficou na equipe Arrows por seis anos, ocupando os cargos de engenheiro de análise de estresse, analista sênior de desempenho de veículos e chefe de pesquisa e desenvolvimento. Nesses cargos, ele era responsável por análise auxiliada por computador, dinâmica de veículos, laboratórios de pesquisa e desenvolvimento e equipe de testes.
Após o colapso da equipe Arrows em 2002, Preston se juntou à equipe de Fórmula 1 da McLaren como projetista principal, e mais tarde foi promovido a chefe dos laboratórios de tecnologia de veículos. Nesta última função, ele supervisionava o desenvolvimento do radical McLaren MP4-18A ao lado do diretor técnico Adrian Newey e do projetista-chefe Mike Coughlan.
Após dois anos com a equipe McLaren F1 Racing, Preston saiu para fundar sua própria equipe, a Preston Racing, com o objetivo de começar sua própria equipe de Fórmula 1. Colaborando com ex-funcionários da equipe Arrows e ex-piloto de Fórmula 1, Aguri Suzuki, Preston criou a equipe Super Aguri.
Por meio das conexões de Suzuki, a equipe conseguiu garantir o apoio da Honda, que forneceu os motores para a equipe de 2006 a 2008. Preston foi nomeado diretor técnico da Super Aguri e desempenhou um papel fundamental na criação da equipe em apenas 100 dias, com os carros SA05 fazendo sua estreia no Grande Prêmio do Barém de 2006, após a inscrição da equipe ter sido ratificada pela Federação Internacional de Automobilismo (FIA) em 26 de janeiro de 2006.
Preston continuou com a equipe como diretor técnico por mais duas temporadas, até a retirada da Super Aguri da Fórmula 1 em 2008.

### Carreira na Fórmula E
Em 2014, Preston fundou a equipe Super Aguri Formula E em parceria com a Aguri Suzuki. A equipe, posteriormente passou a ser chamada de Amlin Aguri, por motivos de patrocínio, foi uma das dez equipes que se inscreveram para disputar a temporada inaugural da Fórmula E, a primeira categoria para carros movidos exclusivamente a energia elétrica sancionada pela FIA e iniciada em 2014. A equipe foi renomeada como Team Aguri para a temporada de 2015–16, com Preston continuando como diretor da equipe. Nessa função, ele foi responsável pela estratégia e desenvolvimento da equipe japonesa.
Em julho de 2016, Preston se tornou o chefe da nova equipe da Fórmula E, a Techeetah, que foi criada a partir da aquisição da Team Aguri pela China Media Capital. A Techeetah foi a única equipe privada na Fórmula E durante a temporada de 2016–17. A equipe conquistou o título de pilotos de 2017–18 com seu piloto Jean-Éric Vergne. A Techeetah fez parceria com a DS Automobiles para a temporada de 2018–19 da categoria de corridas totalmente elétricas para se tornar uma equipe de fabrica e conquistou os títulos de pilotos e de equipe no ePrix de Nova York para se tornar a primeira equipe na história da Fórmula E a ganhar títulos de pilotos consecutivos.
Após a parte chinesa, que operava a DS Techeetah, sofrer uma grave crise econômica no decorrer de 2021 e, apesar de sua propriedade permanecer sob a SECA e a China Media Capital, a DS Automobiles absorveu a gestão operacional da equipe na temporada de 2021–22. Em razão disso, Thomas Chevaucher, o diretor da DS Performance, substituiu Preston como chefe da equipe, com Preston assumiu um papel mais consultivo como diretor-executivo.
Em dezembro de 2022, Preston foi contratado pelo proprietário da recém-recriada Lola Cars, Till Bechtolsheimer, como diretor de automobilismo, onde ele assumiu a responsabilidade de explorar o futuro uso da eletrificação, hidrogênio e materiais e combustíveis sustentáveis para suas aplicações no automobilismo, no setor automotivo e além. Como um dos objetivos de Bechtolsheimer era a revitalização da Lola para levar a empresa de volta às pistas, a Lola retornou ao automobilismo internacional em 2024, ingressando no Campeonato Mundial de Fórmula E de 2024–25 como fornecedora de trens de força para a equipe da Abt Sportsline, que foi renomeada para ABT Lola.

### Outros trabalhos
Entre 2008 e 2014, Preston foi diretor-executivo da Formtech Composites Ltd, uma empresa especializada em design, desenvolvimento e fabricação de componentes leves de compósitos de fibra de carbono.
Em maio de 2015, Preston tornou-se o fundador e diretor da MobOx Foundation CIC – um laboratório em Oxford que realiza estudos sobre tecnologias futuras.
Em abril de 2017, junto com o empreendedor Mike Potts, Preston lançou o StreetDrone, uma plataforma aberta que visa democratizar o desenvolvimento da tecnologia de veículos autônomos.